# 남부화물기지선
남부화물기지선(南部貨物基地線)은 경기도 의왕시의 의왕역에서 오봉역까지를 잇는 총연장 3.0 km 인 한국철도공사의 철도 노선으로 1982년에 개통되었다. 전구간이 복선 전철화되어 있다.

## 개요
이 노선은 컨테이너 화물의 증가에 따라 그 처리를 목적으로 만들어진 것으로 주로 컨테이너 열차와 시멘트 전용 열차가 많이 왕래한다. 종점 오봉역에는 컨테이너 터미널인 경인 ICD가 위치하고 있으며, 철도 및 도로를 통한 컨테이너 운송의 수송 적환지이다. 초기에 남부순환선과 직결하여 여객 영업을 시행할 계획이 있었으나 무산되어 화물 전용 노선으로 현재까지 이어지고 있다. 본 목적을 상실한 역내 여객 취급 설비는 업무용으로 활용되고 있다.

## 역사
- 1984년 : 경인 ICD 제 1터미널 완공, 부곡 - 오봉 간 개통
- 1986년 : 경인 ICD 제 2터미널 완공
- 1992년 3월 2일 : 오봉역을 의왕역으로 역명변경
- 1996년 12월 : 하행선 전철화
- 2004년 6월 25일 : 의왕시의 요청으로 부곡역을 의왕역으로, 의왕역을 오봉역으로 각각 개칭
- 2005년 2월 : 상행선 전철화
- 2019년 4월 17일 : 철도 노선번호 변경에 따라 30204로 변경[2]

## 역 목록
| 역명 | 로마자 역명 | 한자 역명 | 역간거리 (km) | 영업거리 (km) | 접속 노선 | 소재지 | 소재지 | 비고     |
| ---- | ----------- | --------- | ------------- | ------------- | --------- | ------ | ------ | -------- |
| 의왕 | Uiwang      | 義王      | 0.0           | 0.0           | 경부선    | 경기도 | 의왕시 |          |
| 오봉 | Obong       | 五峯      | 3.0           | 3.0           |           | 경기도 | 의왕시 | 화물전용 |